# Костюшино (деревня, Андреапольский район)
Костюшино — деревня в Андреапольском районе Тверской области. Входит в состав Андреапольского сельского поселения.

## География
Деревня расположена в центральной части района. Находится на расстоянии примерно 5 км к северо-западу от города Андреаполь. Ближайший населённый пункт имеет одноимённое название. Через деревню протекает река Городня.

## История
На топографической трёхвёрстной карте Фёдора Шуберта, изданной в 1871 году, обозначена деревня Костюшина. Имела 2 двора.
На карте РККА 1923—1941 годов населённый пункт обозначен под современным названием. Имел 11 дворов.

## Население
| 2002 | 2010 |
| ---- | ---- |
| 23   | ↘12  |

Национальный состав
Согласно результатам переписи 2002 года, в национальной структуре населения русские составляли 100 % от жителей.